# Курков, Анатолий Алексеевич
Анатолий Алексеевич Курков (14 октября 1930, Бежецкий район, Московская область — 12 ноября 1998, Санкт-Петербург) — начальник ГУВД Ленгороблисполкомов в 1983—1989 годы.

## Ранние годы
Родился 14 октября 1930 года в деревне Михайлова Гора Бежецкого района Калининской (ныне — Тверской) области. C 1938 г. проживал в Рыбинске, в 1948 г. поступил в 1-й Ленинградский государственный педагогический институт иностранных языков, который окончил в 1953 г. по специальности «переводчик с английского языка».

## Служба в органах государственной безопасности и милиции
В органах госбезопасности и внутренних дел с 1953 года.
Работал в МВД Литовской ССР переводчиком, в мае 1954 г. уволен в запас по сокращению штатов, но в июне того же года вернулся на службу.
Направлен в УКГБ СССР по Ленинградской области: разведчик наружного наблюдения, помощник оперуполномоченного, оперуполномоченный, старший оперуполномоченный 2-го отдела УКГБ СССР, заместитель начальника и начальник отделения этого отдела.
Затем занимал должности:
- 1-й заместитель начальника 2-й Службы УКГБ СССР по Ленинградской области (1964—1965);
- Заместитель начальника 2-й Службы УКГБ СССР по Ленинградской области (с 1965);
- Начальник 2-й Службы УКГБ СССР по Ленинградской области (по 1974);
- Старший офицер связи Представительства КГБ СССР при МГБ ГДР (1974—1978);
- Заместитель начальника УКГБ СССР по Ленинградской области (1978—1983);
- Начальник ГУВД Ленинградского облисполкома (с ноября 1983 по май 1989);
- Начальник УКГБ СССР по Ленинградской области (с апреля 1989 по ноябрь 1991).

Член Коллегии КГБ СССР (с апреля 1989 по 11 сентября 1991).
25 августа 1991 года подал рапорт об увольнении из КГБ СССР.
С ноября 1991 г. советник начальника УКГБ СССР — УМБ России по Ленинградской области. 5 мая 1992 года уволен в запас с правом ношения военной формы одежды.

## Деятельность в отставке
Работал в коммерческой сфере. Был заместителем председателя правления «Астробанка», с августа 1996 г. заместитель председателя правления банка «Викинг». Был одним из руководителей «Академии Национальной Безопасности».

## Звания
- Подполковник (1970 г.);
- Полковник (1972 г.);
- Генерал-майор (3 ноября 1983 г.);
- Генерал-лейтенант.